# San Millán (Segovia)
San Millán, también conocido como Arrabal Mayor o Barrio de las Brujas, es un barrio situado al oeste de la ciudad española de Segovia, en Castilla y León. En 2022 contaba con una población de 2217 habitantes.
Creció como arrabal extramuros de la ciudad que cuenta con una estructura de origen medieval y un destacable un conjunto de patrimonio cultural, con su clímax en la iglesia románica homónima. En su interior alberga también el antiguo barrio de la Morería.

## Geografía

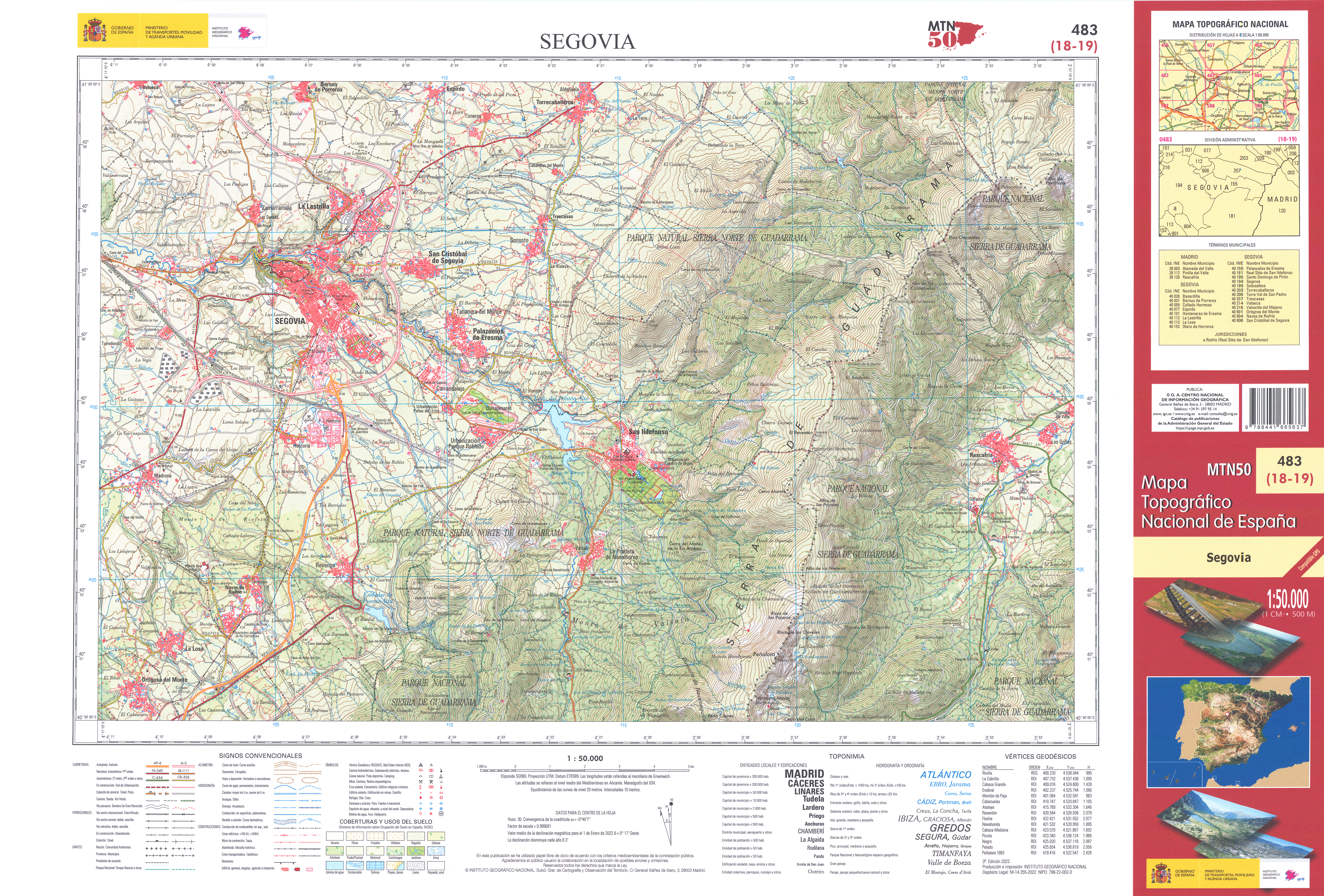
Fragmento 0483 de la hoja 483 del Mapa Topográfico Nacional de España (2022), se representa el Barrio de San Millán

Está ubicado al centro-oeste de la ciudad, al sur de la muralla, y a escasos metros del acueducto en barrio de Santa Columba y junto al recinto amurallado. Atravesado por el río Clamores, el barrio es vertebrado por la Avenida del Acueducto y el Paseo de Ezequiel González.

## Historia

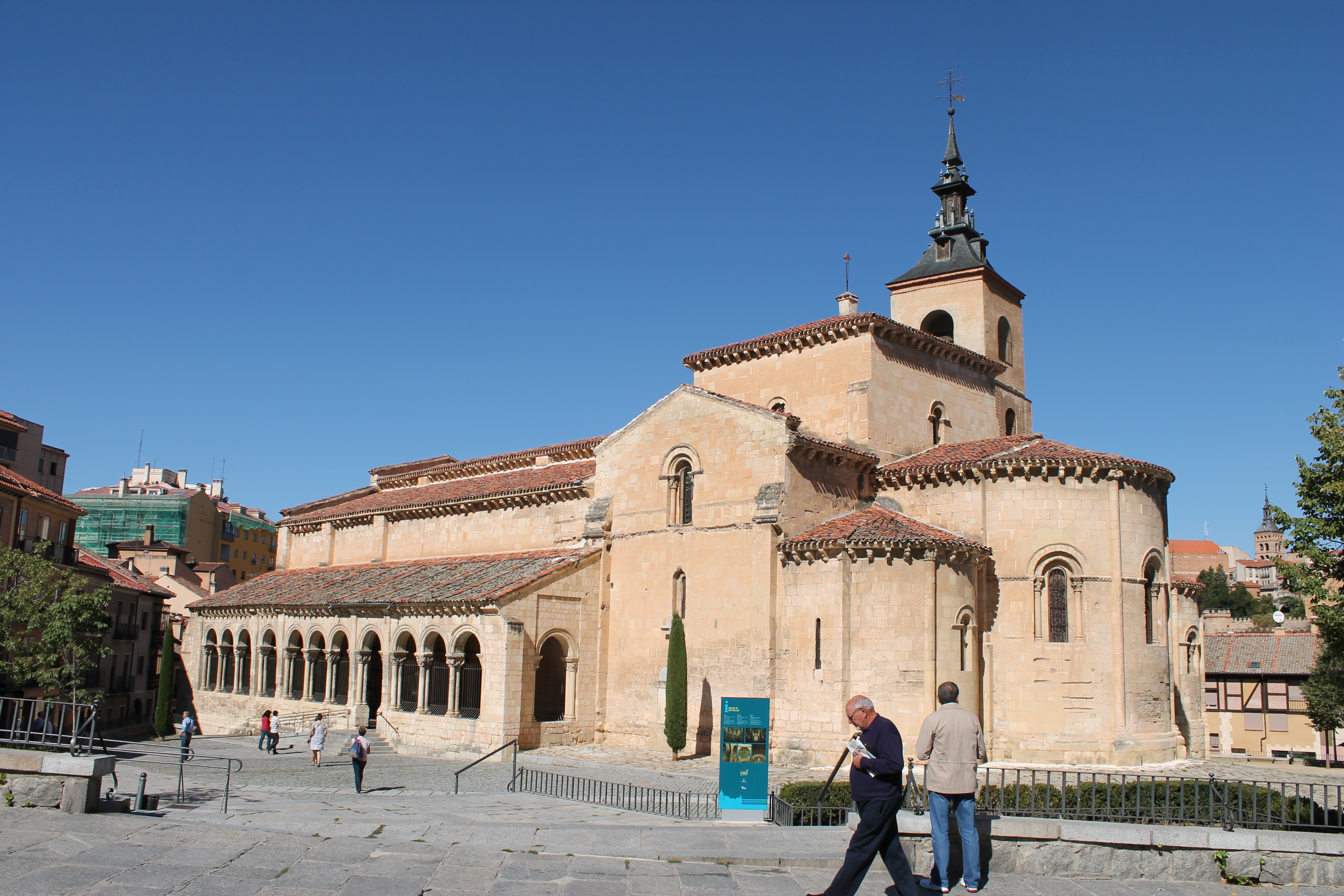
Vista de la Iglesia de San Millán

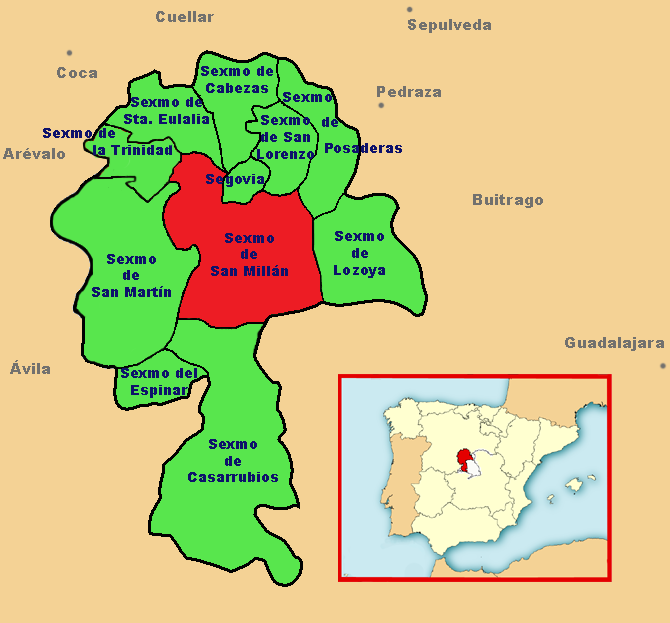
Mapa del sexmo de San Millán en la Comunidad de Ciudad y Tierra de Segovia

Es sabida la existencia de arrabales en la ciudad de Segovia desde su fundación en época celtíbera y se han encontrado restos arqueológicos fuera de la muralla destacables durante toda la ocupación romana, sin embargo, no fue hasta que en la Reconquista se dio un nuevo impulso organizativo a Segovia. Es en este momento cuando se conformó la identidad del barrio de San Millán, aglutinando el asentamiento previo en torno a la Iglesia de San Millán, un edificio de origen mudéjar prerrománico reformado posteriormente entre 1111 y 1126 por Alfonso I el Batallador a imagen de la Catedral de San Pedro de Jaca.
En tiempo de la Reconquista dio nombre también a nombre a la collación que luego constituyó el Sexmo de San Millán, perteneciente a la Comunidad de Ciudad y Tierra de Segovia y que en la actualidad, con su capital en Valverde del Majano, se extiende por 328,14 km².
Albergó a la Morería de Segovia y a lo largo de la Edad Media y la Edad Moderna, el barrio de San Millán se fue desarrollando alrededor de la iglesia, con la construcción de numerosas casas y palacios señoriales y pasando por ser un asentamiento clave para las clases altas de la caballería, situación inversa llegado el siglo XIX, cuando pasaría a estar habitado en su mayoría por gentes trabajadoras.
Con la polémica construcción durante los años 40 del siglo XX de la Avenida del Acueducto, supuso el destrozo del urbanismo medieval de dos calles y una plaza, además de la división del barrio en una parte baja y otra más pequeña más alta, dejando esta avenida como frontera. Hasta la prohibición del paso de vehículos bajo el Acueducto el 15 de julio de 1992, la avenida que dividía el barrio soportaba también el tráfico de la carretera N-110, del que se deshizo por completo en 2001 con la inauguración de la Autovía de circunvalación SG-20.
Durante la segunda mitad del siglo XX San Millán experimentó un fuerte crecimiento con un plan de vivienda pública, comenzó en los años 50, con la aprobación de la delimitación en 1961. A pesar de la alta demanda, la construcción fue lenta con la autorización en 1968 de 98 viviendas, completadas en 1971, pero la entrega se retrasa. En 1978 se alcanzó un 84% de ejecución, sin aún ocupación, finalmente acontecida en 1980.

## Cultura

### Las Brujas

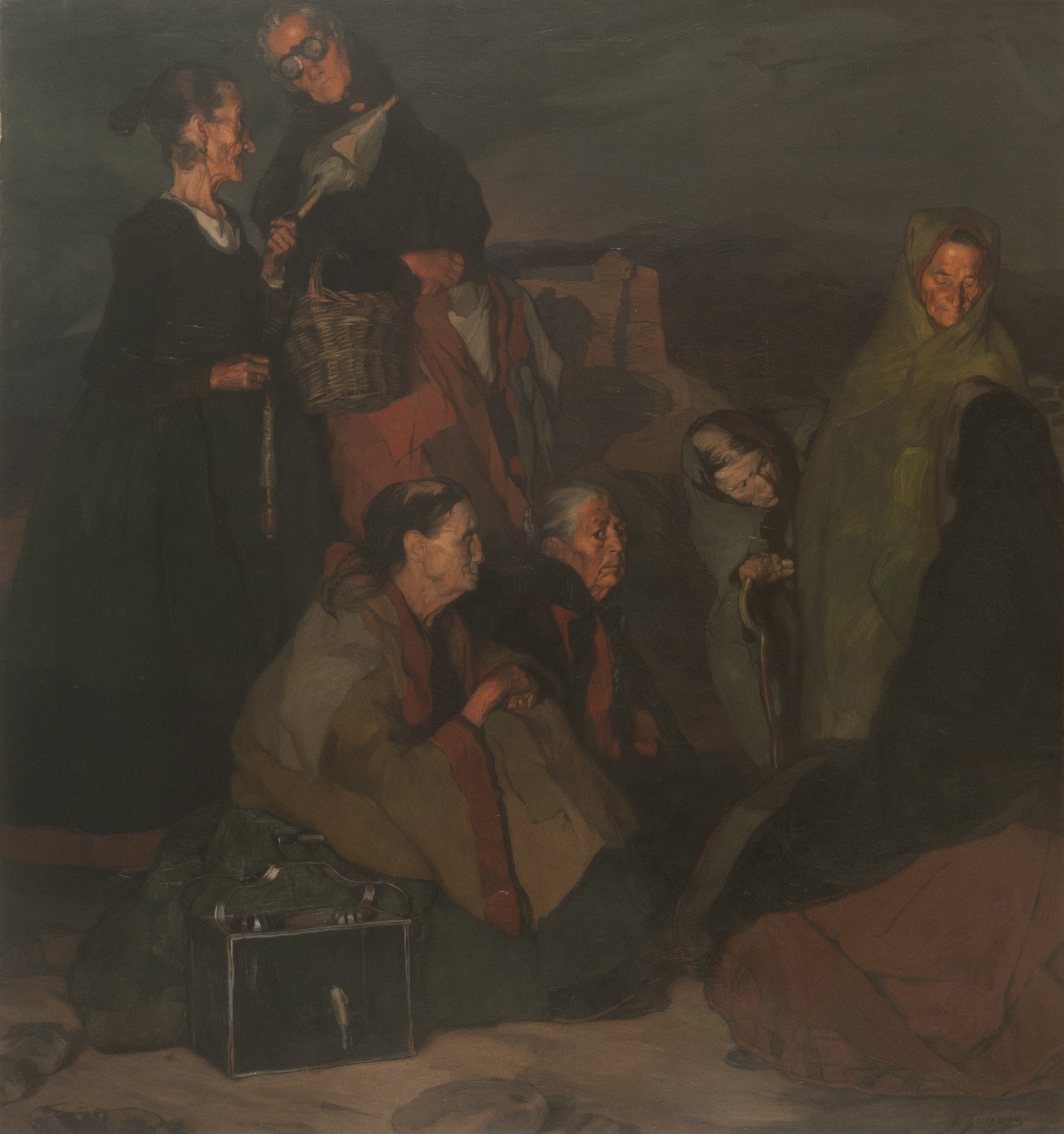
Las brujas de San Millán de Ignacio Zuloaga (1907)

El 31 de mayo de 1892, tres ladrones entraron en el palacio Ayala-Berganza, sito en este barrio, y acabaron brutalmente con la vida del rico Alejandro Bahín y su sirvienta, Isabel García. Los presuntos asesinos fueron encontrados años más tarde, siendo las últimas víctimas en Segovia del garrote vil.
Ignacio Zuloaga, un pintor español, se estableció a principios del siglo XX en el palacio Ayala-Berganza que llevaba años cerrado. Su amigo Ramón Uranga, al escuchar ruidos extraños en un sótano, descubrió un aquelarre de ancianas con cirios que convocaban a Satanás. Impactado, Uranga le contó a Zuloaga, quien se inspiró para pintar en 1907 el cuadro de Las brujas de San Millán. Las mujeres ancianas que asistían a misa a la iglesia de San Millán, vestidas de negro, también influyeron en su obra.
Estos sucesos son los más reconocidas para que el barrio de San Millán fuera conocido como el de las brujas, y el palacio como Casa del Crimen, aunque la tradición oral de San Millán sobre la presencia de las brujas entre aquellas tenebrosas ancianas que acudían a misa no se circunscriben únicamente a esta historia.

### Patrimonio

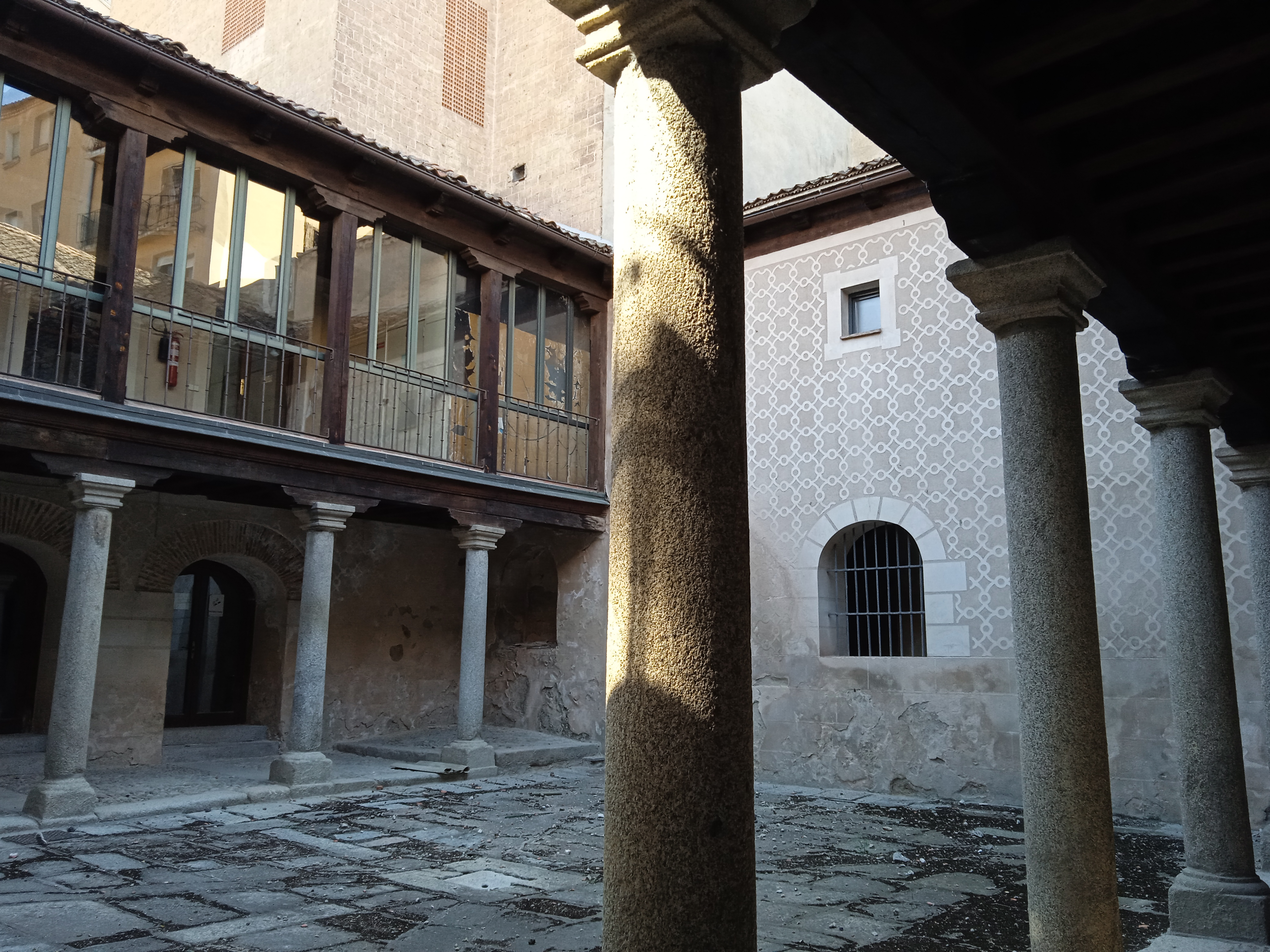
Patio interior de la Casa de la Tierra, sede de la Comunidad de Ciudad y Tierra de Segovia

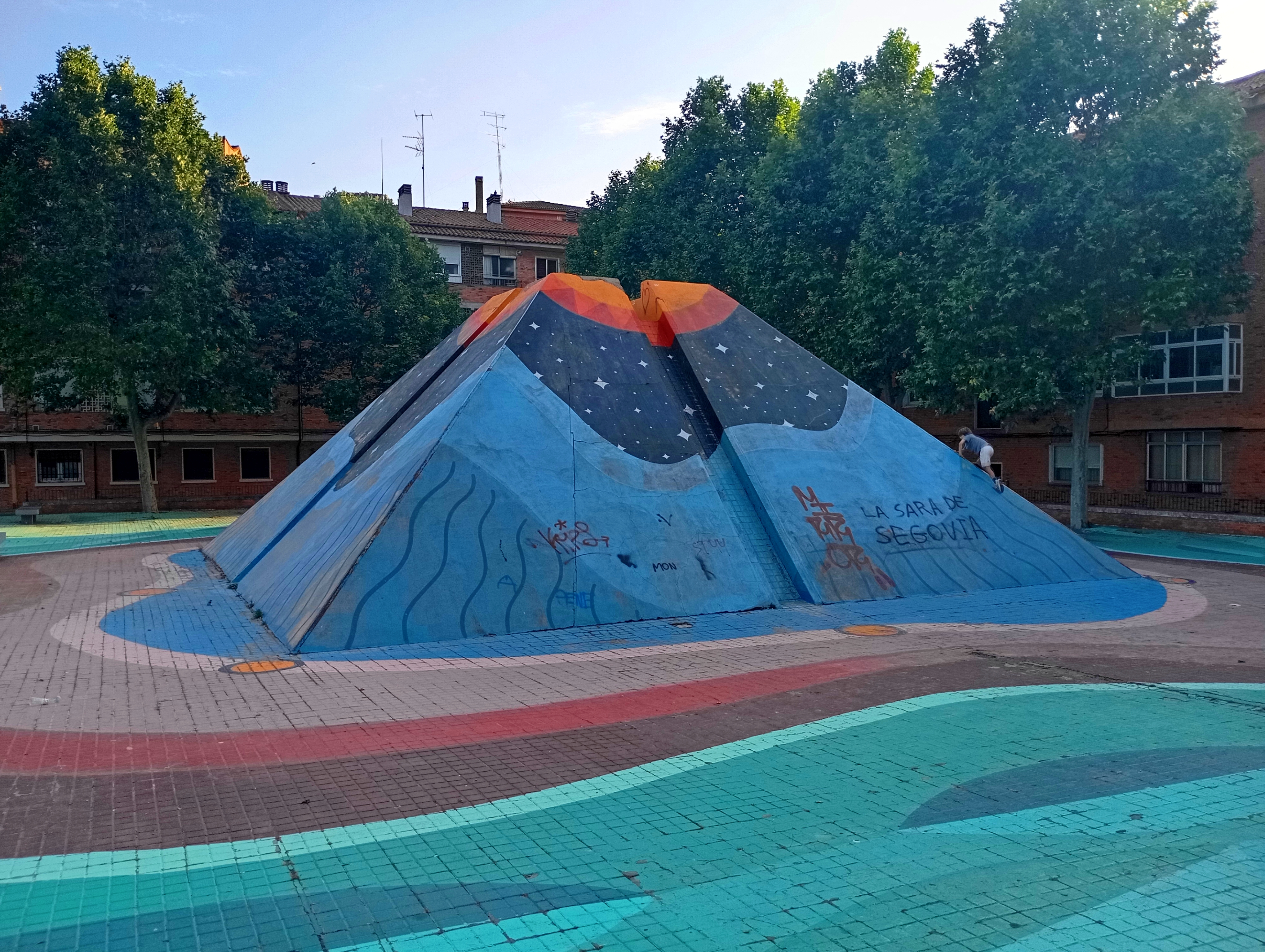
Pirámide de San Millán, monumento del para cubrir la Peña del Gato

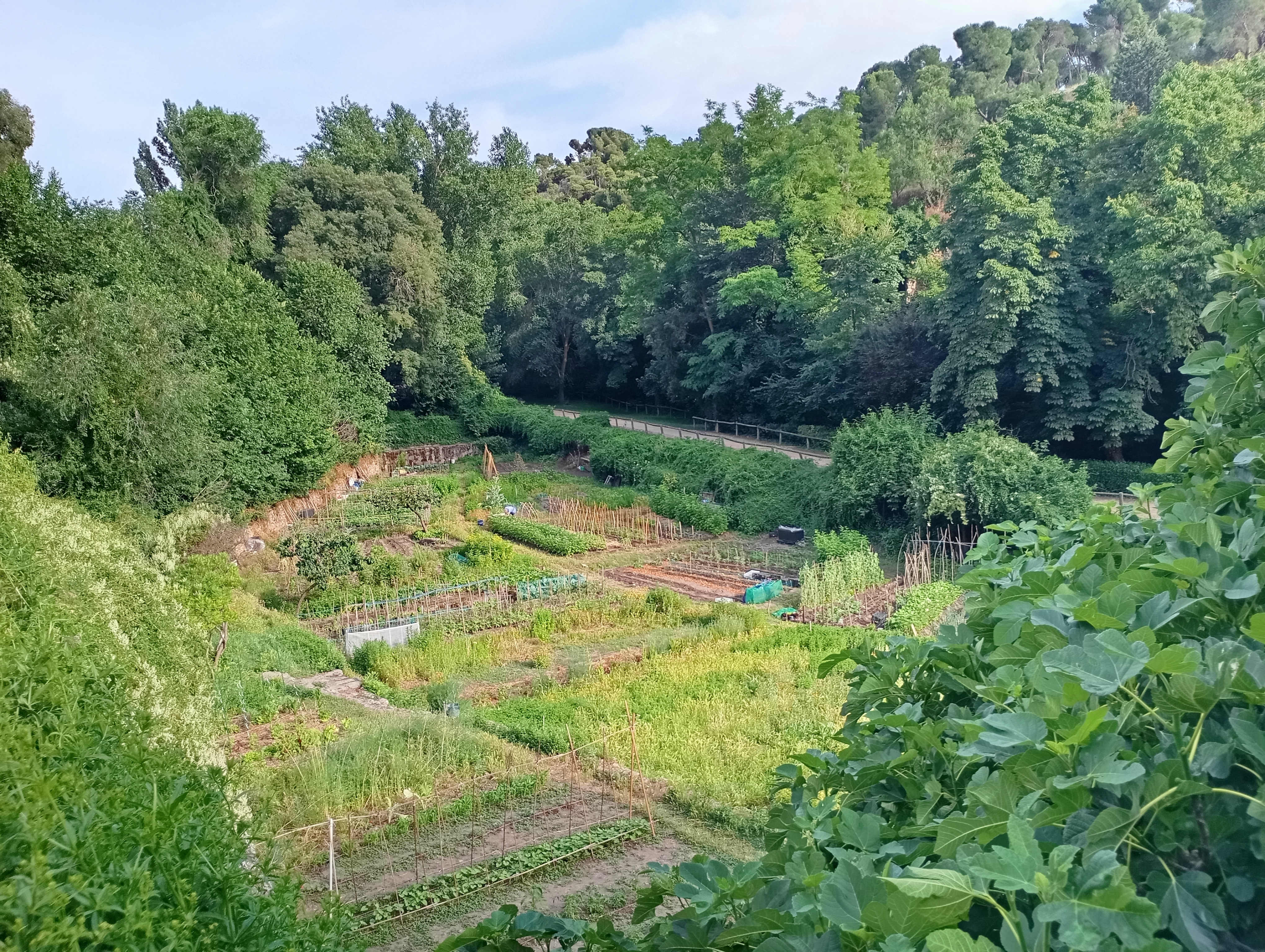
Huertos de La Hontanilla

- Iglesia de San Millán y su plaza medieval, Bien de Interés Cultural, es de origen mudéjar prerrománico y fuertemente posteriormente entre 1111 y 1126 por Alfonso I el Batallador buscando similitudes con la Catedral de San Pedro de Jaca.
- Casa de la Tierra, sede de la Comunidad de Ciudad y Tierra de Segovia, con sus orígenes en el siglo XV y reformada en 1746, destaca su esgrafiado.
- Palacio de Ayala Berganza, también conocida como Casa del Crimen, por su escabroso pasado.
- La Casita Blanca, antigua caseta del Cuerpo de Guardia, en 18 de mayo de 1923 fue escenario de un homenaje a Antonio Machado. Recientemente rehabilitada y nuevamente deteriorada, ha sido utilizado intermitentemente como centro de interpretación.
- La Pirámide, parte del proyecto de urbanización del polígono en los años 1950, se diseñó para reutilizar la gran roca llamada Peña del Gato como un hito significativo. El resultado fue una pirámide gris y poco estética, que no cumplió con las expectativas iniciales siendo un símbolo de la falta de atractivo de desarrollo urbano en la zona., fue coloreada en 2017.
- Cementerio judío de Segovia, en uso hasta 1492.
- Convento de Sancti Spiritus a orilla del río Clamores, mencionado por primera vez en 1257, cuenta con los restos de una iglesia de 1573. Fue utilizado durante gran parte de su historia como orfanato, albergue y asilo municipal, hoy es la Delegación del Ministerio de Defensa.
- Huertas comunales de La Hontanilla.
- Puente de la Estrella, sobre el río Clamor.[13][16][17][18][19]

### Fiestas
- San Roque, el 16 de agosto, cuenta con rebolada (ronda popular segoviana dada al amanecer), misa, alcaldesas, procesión, cena popular y dj.[20][21]
- Semana Santa de Segovia, en la que participa la Cofradía de San Millán.